# San Nicolò Gerrei
San Nicolò Gerrei (sardinsky: Paùli Gerrèi, Pàùli Xrexèi) je italská obec (comune) v provincii Sud Sardegna v regionu Sardinie. Nachází se ve výšce 365 metrů nad mořem a má 720 obyvatel. Rozloha obce je 63,52 km².